# Roger De Corte
Roger De Corte (Waarschoot, 8 augustus 1923 - aldaar, 10 januari 2010) was beroepswielrenner (1944-1961) en schepen van de Belgische gemeente Waarschoot. Hij was de zoon van wielrenner Raymond De Corte (1898-1972).

## Belangrijke prestaties
1943
- 1e - Waarschoot
- 1e - Hekelgem
- 1e - Sint-Laureins
- 2e - Nationaal kampioenschap op de weg, b-profs

1944
- 3e - Zomergem

1945
- 1e - Lokeren
- 1e - Waarschoot

1946
- 1e - De Drie Zustersteden
- 1e - Heule
- 1e - Omloop van het Houtland
- 2e - Stekene
- 2e - Criterium van Zingem
- 3e - Asper
- 3e - Petegem-aan-de-Leie

1947
- 1e - Omloop van Oost-Vlaanderen

1948
- 1e - Adegem
- 1e - Izegem
- 2e - Zesdaagse van Chicago
- 2e - Kampioenschap van Vlaanderen
- 3e - Gavere
- 3e - Brussel-Oostende
- 3e - Omloop der Zuid-West-Vlaamse Bergen

1949
- 1e - Omloop  van Midden-Vlaanderen
- 1e - Schellebelle
- 1e - Scheldeprijs
- 2e - Oosterzele
- 2e - Omloop van Oost-Vlaanderen
- 2e - Brussel-Sint-Truiden
- 2e - Zwevegem

1950
- 1e - etappe 1 Ronde van Duitsland
- 1e - Mechelen
- 1e - etappe 3 Ronde van België
- 1e - Oosteeklo
- 1e - Sint-Michiels Brugge
- 2e - etappe 3 Ronde van Duitsland
- 2e - Waarschoot
- 2e - Hooglede
- 2e - Maldegem
- 3e - Scheldewindeke

1951
- 1e - Denderleeuw
- 1e - Omloop van Midden-Vlaanderen
- 1e - Schelde-Dender-Leie
- 1e - Zwijndrecht
- 2e - Brussel-Berchem-Ingooigem
- 2e - Waarschoot
- 3e - etappe 8 Ronde van Duitsland
- 3e - Zesdaagse van Frankfurt
- 3e - Nederbrakel

1952
- 1e - Ninove
- 1e - Ronde van Limburg
- 1e - Scheldeprijs
- 2e - Omloop der drie Provinciën
- 2e - Melle
- 3e - Erembodegem-Terjoden
- 3e - Koksijde
- 3e - Zesdaagse van München
- 3e - Parijs-Brussel
- 3e - etappe 1 Ronde van België

1953
- 1e - Waarschoot
- 1e - Circuit de la Dendre
- 2e - Hooglede

1954
- 1e - Antwerpen-Genk
- 2e - Omloop Het Nieuwsblad
- 2e - Nederbrakel
- 2e - Stekene
- 2e - Itegem

1955
- 1e - Gistel
- 1e - GP Dr. Eugeen Roggeman – Stekene
- 1e - Sleidinge
- 1e - Londerzeel
- 1e - Sijsele
- 1e - Omloop van het Houtland
- 2e - De Panne
- 2e - Wingene
- 3e - Moorsele
- 3e - Izegem
- 3e - Waarschoot
- 3e - Boom

1956
- 1e - Oostende
- 2e - Kachtem
- 2e - Heusden
- 2e - Criterium van Zingem
- 3e - Wingene
- 3e - Mechelen
- 3e - etappe 3 deel a Ronde van België
- 3e - Eeklo
- 3e - Sint-Niklaas
- 3e - Criterium van Lokeren

1957
- 1e - Eeklo
- 2e - Beervelde
- 2e - Emelgem
- 3e - Izegem
- 3e - Ronse
- 3e - Sijsele
- 3e - Westrozebeke
- 3e - Kortrijk

1958
- 1e - Oostakker
- 1e - Ronse
- 1e - Ronde van Brabant
- 2e - Kampioenschap van Vlaanderen
- 2e - Aartrijke
- 2e - Brussel-Izegem
- 3e - Kortemark
- 3e - Drie Zustersteden
- 3e - Sint-Truiden
- 3e - Deinze
- 3e - Le Pertre
- 3e - Omloop Het Nieuwsblad

1959
- 3e - Maldegem
- 3e - Eeklo

1960
- 2e - Waarschoot
- 3e - Zesdaagse van Rijsel

In zijn geboortedorp was hij schepen van 1959 tot 1984 voor de toenmalige CVP.

## Resultaten in voornaamste wedstrijden
| Jaar | Gent-Wevelgem | Ronde van Vlaanderen | Parijs-Roubaix | Luik-Bast.‑Luik | Parijs-Tours | Omloop Het Volk | Parijs-Brussel |  | WK op de weg |
| ---- | ------------- | -------------------- | -------------- | --------------- | ------------ | --------------- | -------------- |  | ------------ |
| 1947 |               | 34e                  |                | 40e             | 6e           |                 | 28e            |  |              |
| 1950 |               |                      | 57e            |                 | 12e          |                 |                |  |              |
| 1952 | 6e            |                      |                |                 |              | 12e             | Brons          |  | 11e          |
| 1954 |               |                      |                |                 |              | Zilver          |                |  |              |
| 1955 |               | 29e                  |                |                 |              |                 |                |  |              |
| 1956 | 13e           |                      |                |                 |              | 9e              |                |  |              |
| 1958 |               |                      |                |                 |              | Brons           |                |  |              |